# Elecciones presidenciales de Estados Unidos de 1992 en Texas
Las elecciones presidenciales de los Estados Unidos de 1992 en Texas se celebraron el martes 3 de noviembre de 1992, como parte de las Elecciones presidenciales de Estados Unidos de 1992, en las que participaron los 50 estados más el distrito de Columbia. Los votantes de Texas eligieron a los electores para que los representaran en el Colegio electoral a través del voto popular, enfrentando a las fórmulas del Partido Republicano, del entonces actual  presidente George H.W. Bush y el vicepresidente titular Dan Quayle, contra los retadores  del Partido Demócrata del gobernador de Arkansas Bill Clinton y su compañero el senador por Tennessee Al Gore, y la de los candidatos independientes compuesta por el empresario Ross Perot y del expresidente del Colegio de Guerra Naval James Stockdale. Texas tenía 32 votos electorales en el Colegio Electoral. El estado ganó 3 escaños tras la distribución de representación en el Congreso de los Estados Unidos como resultado del censo de población estadounidense del año 1990.
Texas fue ganado por el presidente titular George H. W. Bush (R-Texas) con el 40,56 % del voto popular sobre el gobernador Bill Clinton (D-Arkansas) con el 37,08 %. El empresario Ross Perot (I-Texas) terminó tercero, con el 22,01 % del voto popular. Clinton finalmente ganó la votación nacional, derrotando a Bush. De este modo, se convirtió en el primer demócrata en ganar una elección presidencial sin Texas desde su estadidad en 1845. A pesar de los lazos de Bush con el estado, este es el más cercano desde 1976 que Texas ha llegado a votar por un candidato presidencial demócrata. Desde entonces, se ha convertido en una piedra angular de la coalición electoral republicana. 1992 fue la primera elección en la que Texas proporcionó al candidato republicano su mayor margen de voto bruto de la nación, una distinción que el estado mantuvo en todas las elecciones posteriores hasta 2020, cuando el margen de voto bruto de Texas fue superado por el de Tennessee. Mientras que Texas había votado por última vez por un candidato perdedor en una elección presidencial en 1968, cuando votó por el demócrata Hubert Humphrey, posteriormente lo ha hecho votando para perder a los candidatos republicanos Bob Dole en 1996, John McCain en 2008, Mitt Romney en 2012, y Donald Trump en 2020.
Texas fue uno de los pocos estados de los Estados Unidos donde Ross Perot ganó cualquier condado, a saber, Irion, Somervell, Grayson y Loving. Perot fue el primer candidato de partido no importante en ganar cualquier condado de Texas desde George Wallace en 1968. A partir de las elecciones presidenciales de 2020, esta es la última vez que estos cuatro condados antes mencionados no han votado republicano, y la última vez que un candidato de partido no importante ganó cualquiera de los condados de Texas.

## Resultados
| Partido | Partido       | Candidato        | Votos     | %     |
| ------- | ------------- | ---------------- | --------- | ----- |
|         | Republicano   | George H.W. Bush | 2,496,071 | 40.56 |
|         | Demócrata     | Bill Clinton     | 2,281,815 | 37.08 |
|         | Independiente | Ross Perot       | 1,354,781 | 22.01 |
|         | Libertario    | Andre Marrou     | 19,699    | 0.32  |
| Otros   | Otros         | Otros            | 1,652     | 0.03  |
|         |               |                  |           |       |
| Total   | Total         | Total            | 6,154,018 | 100   |
|         |               |                  |           |       |
| Fuente: |               |                  |           |       |